# Rambung Tubung
Rambung Tubung is een bestuurslaag in het regentschap Aceh Tenggara van de provincie Atjeh, Indonesië. Rambung Tubung telt 143 inwoners (volkstelling 2010).